# Аборты в Иране
Вопрос о легализации абортов в Иране имеет долгую историю и вызывает много споров.

## История
До Исламской революции 1979 года аборты были легализованы с согласия мужа. Одинокие женщины могли сделать аборт по желанию без каких-либо особых условий.
После образования Исламской Республики этап внутриутробного развития учитывался в соответствии с шариатом, разделяя внутриутробное развитие на 2 стадии: до и после появления души, что означало начало внутриутробной жизни как отдельного существа. Мнение имама Хомейни по этому поводу даже запросил Совет стражей конституции: на вопрос разрешён ли аборт (до появления души у плода) в случаях, когда врачи уверены или опасаются, что сохранение беременности приведёт к смерти матери? В ответ на этот вопрос имам Хомейни заявил, что это не только законно, но и необходимо, никакого разрешения не требуется. После появления души плода, в том случае, когда встаёт вопрос о выборе между жизнью матери и жизнью плода, Хомейни постановил, что предпочтения не было, с одной стороны, нельзя было прервать, а с другой стороны, вы не могли полагаться на удачу для матери. Если сохранение беременности обязательно приведёт к смерти матери и есть шанс, что плод выживет, то аборт разрешён. Если, с другой стороны, есть сильное сомнение в выживании плода и лишь лёгкие опасения за жизнь матери, то аборт следует считать незаконным.
Таким образом, иранское законодательство основано на этом мнении и, следовательно, прямо разрешает аборт только в единственном случае терапевтического прерывания беременности, мотивированного угрозой для матери, до срока от 4 до 4,5 месяцев (то есть от 16 до 18 недель), соответствующего началу внутриутробной жизни. В отношении аналогичных случаев, произошедших после этого срока, закон хранит молчание.
Хотя добровольное прерывание беременности тайно практикуется тысячами женщин (по данным местных СМИ), оно по-прежнему считается преступлением, независимо от причин (например, беременность в результате изнасилования). Закон наказывает за это лишением свободы на срок от 1 до 5 лет плюс деньги за кровь, штраф, размер которого устанавливается в зависимости от срока. Закон также наказывает крупными штрафами и тюремным заключением любое лицо, оказавшее помощь в проведении аборта, и ужесточает наказание для медицинских работников. Выносимые приговоры также различаются в зависимости от используемой процедуры.

## Дебаты
Дебаты возобновились в апреле 2005 года, когда иранский парламент одобрил закон, узаконивающий прерывание беременности при определённых ограниченных условиях, таких как выявление во время беременности признаков тяжёлых патологий и/или пороков развития плода. Затем аборт должен быть одобрен судебным органом после того, как коллегия из не менее 3 врачей вынесет решение по делу по запросу родительской пары. Но через месяц совет стражей конституции (состоящий из 12 религиозных сановников и действовавший как конституционный совет) отклонил закон.
Таким образом, терапевтическое прерывание беременности остаётся законным в Иране только в случаях, фигурирующих в списке, опубликованном прокуратурой и утверждённом судебным органом, в отношении патологий, представляющих риск для жизни матери при сохранении беременности, патологий, определённо вызывающих гибель плода в утробе матери или неизлечимых патологий, однозначно вызывающих перинатальную гибель плода, в течение первых четырёх месяцев беременности. В этом случае разрешение на аборт выдаётся только прокуратурой столичных провинций по распоряжению судьи по запросу родительской пары и мнению их врача.